# Carangoides talamparoides
 Carangoides talamparoides és un peix teleosti de la família dels caràngids i de l'ordre dels perciformes.

## Morfologia
Pot arribar als 30 cm de llargària total.

## Distribució geogràfica
Es troba a les costes tropicals de l'oceà Índic i de l'oest de l'oceà Pacífic.